# Poecilocampa lydiae
Poecilocampa lydiae is een vlinder uit de familie van de spinners (Lasiocampidae). De wetenschappelijke naam van de soort is voor het eerst geldig gepubliceerd door Krulikovski.